# CWA Ian Fleming Steel Dagger
De CWA Ian Fleming Steel Dagger is een jaarlijkse onderscheiding voor de beste thriller van het jaar, uitgereikt door de Britse Crime Writers' Association. De prijs wordt gesponsord door Ian Fleming Publications Ltd.

## Winnaars

### 2016
Winnaar
- Don Winslow, The Cartel

### 2015
Winnaar
- Karin Slaughter, Cop Town

### 2014
Winnaar
- Robert Harris, An Officer and a Spy

### 2013
Winnaar
- Roger Hobbs, Ghostman

### 2012
Winnaar
- Charles Cumming, A Foreign Country

### 2011
Winnaar
- Steve Hamilton, The Lock Artist

### 2010
Winnaar
- Simon Conway, A Loyal Spy (niet vertaald)

Genomineerden
- Scott Turow, Onschuldig
- Henry Porter, The Dying Light (niet vertaald)
- Don Winslow, Savages
- Lee Child, 61 uur
- Mo Hayder, Diep
- Mike Herron, Slow Horses (niet vertaald)

### 2009
Winnaar
- John Hart, Onschuld

Genomineerden
- Michael Connelly, Het laatste oordeel
- Gillian Flynn, 	Duisternis
- Charlie Newton, Calumet City
- Daniel Silva, Moskou Regels
- Olen Steinhauer, De toerist
- Andrew Williams, The Interrogator (niet vertaald)

### 2008
Winnaar
- Tom Rob Smith, Kind 44

Genomineerden
- Mo Hayder, Ritueel
- Gregg Hurwitz, I See You (niet vertaald)
- Michael Robotham, Gebroken
- David Stone, The Echelon Vendetta (niet vertaald)

### 2007
- Winnaar
- Gillian Flynn, Teerbemind

Genomineerden
- Alex Berenson, De betrouwbare terrorist
- Harlan Coben, Geleende tijd
- R. J. Ellory, City of Lies (niet vertaald)
- Michael Marshall, De indringers
- Michael Robotham, Nachtboot
- Karin Slaughter, Triptiek

### 2006
Winnaar
- Nick Stone, Mister Clarinet

Genomineerden
- Michael Connelly, De Lincoln-advocaat
- Jo-Ann Goodwin, Sweet Gum (niet vertaald)
- Mo Hayder, Duivelswerk
- Daniel Silva, The English Assassin (niet vertaald)
- Martyn Waites, Genadeslag
- David Wolstencroft, Contact Zero (niet vertaald)

### 2005
Winnaar
- Henry Porter, Brandenburg

Genomineerden
- G. M. Ford, A Blind Eye (niet vertaald)
- Simon Kernick, A Good Day to Die (niet vertaald)
- Adrian Matthews, The Apothecary's House (niet vertaald)
- Kate Mosse, Het verloren labyrint
- Joel Ross, De laatste zeven dagen
- Daniel Silva, A Death in Vienna (niet vertaald)

### 2004
Winnaar
- Jeffery Deaver, Brandend ijs

Genomineerden
- Dan Fesperman, The Warlord's Son (niet vertaald)
- Joseph Finder, Paranoia
- Mo Hayder, Tokio
- Stephen Leather, Hard Landing (niet vertaald)
- Adrian McKinty, Dead I Well May Be (niet vertaald)
- Daniel Silva, The Confessor (niet vertaald)

### 2003
Winnaar
- Dan Fesperman, Het tribunaal

Genomineerden
- Lee Child, Spervuur
- R. J. Ellory, Stervensuur
- Lucretia Grindle, Nachtschimmen
- Robert Littell, De machtsfabriek
- Henry Porter, Imperium
- Gerald Seymour, Judaskus

### 2002
Winnaar
- John Creed, The Sirius Crossing (niet vertaald)

Genomineerden
- Tom Bradby, De heer van de regen
- Lee Child, Buitenwacht
- Robert Crais, Gijzeling
- Leif Davidsen, De vrouw op de foto
- CC Humphreys, The French Executioner (niet vertaald)
- Stephen Leather, Tango One (niet vertaald)